# Lou Sullivan
Louis Graydon Sullivan (16 juin 1951 – 2 mars 1991) était un auteur et militant américain connu pour son travail en tant qu'homme trans. Il aurait été le premier homme transgenre publiquement gay et il est en grande partie responsable de la compréhension moderne de l'orientation sexuelle et de l'identité de genre comme étant deux concepts distincts.
Sullivan était pionnier du mouvement transmasculin et a contribué à aider les personnes à obtenir du soutien par les pairs, du conseil, des services endocrinologiques et de la chirurgie reconstructive en dehors des cliniques de dysphorie du genre. Il a fondé FTM International, l'une des premières associations pour les personnes transmasculines spécifiquement, et son militantisme ainsi que son travail communautaire a été un facteur important dans la croissance rapide de la communauté transmasculine dans les années 1980.

## Jeunesse
Sullivan a grandi à Milwaukee, Wisconsin. Il était le troisième enfant d'une fratrie de six enfants. Issu d'une famille très catholique, il a fréquenté les écoles primaire et secondaire catholiques. Sullivan a commencé à tenir un journal à l'âge de 10 ans, décrivant ses pensées sur le fait d'être un garçon dès la petite enfance, et concernant l'adolescence, sur ses fantasmes d'être un homme gay, et sur son implication dans la scène musicale de Milwaukee,. Lors de son adolescence, il a exprimé la confusion permanente concernant son identité ; il écrit à 15 ans, en 1966 : « I want to look like what I am but don’t know what some one like me looks like. I mean, when people look at me I want them to think— there’s one of those people […] that has their own interpretation of happiness. That’s what I am. »
Sullivan était attiré par le fait de jouer un rôle de genre différent, et son attirance pour les rôles masculins a été décrit dans ses écrits, en particulier dans ses histoires, des poèmes et des journaux ; il explore souvent les idées de l'homosexualité masculine et de l'identité de genre. À l'âge de dix-sept ans, il commence une relation avec un homme, qu'il décrit lui-même « féminin », et ils auraient joué avec les rôles de genre et la flexibilité du genre.

## Transition et vie adulte
En 1973, Sullivan s'identifie lui-même comme une “femme transvestiste" (transvestist) et, à partir de 1975, s'identifie comme transgenre "female-to-male". En 1975, il "est devenu évident" que Sullivan avait besoin de quitter Milwaukee pour un endroit où il pourrait trouver "plus de compréhension" et d'accès des hormones pour sa transition, il a donc décidé de déménager à San Francisco. 
Sa famille était favorable au déménagement et lui a donné "le costume d'un bel homme et les montres de poche de [son] grand-père", en cadeaux d'adieu.
Arrivé à San Francisco, Sullivan a commencé à travailler à la Wilson Sporting Good Company, où il était employé en tant que femme ; il s'habillera comme un homme beaucoup plus tard. Dans sa vie personnelle, Sullivan vivait comme un homme gay, mais il a été, à plusieurs reprises, candidat refusé pour la chirurgie de réattribution sexuelle (CRS) en raison de son orientation sexuelle. Ce rejet a conduit Sullivan à commencer une campagne pour supprimer l'homosexualité de la liste des contre-indications pour la CRS,.
En 1976, Sullivan a souffert de crises sévères d'identité de genre et a continué à vivre en tant que femme hétérosexuelle durant les trois années qui suivaient. En 1978, il a été secoué par la mort de son plus jeune frère. En 1979, Sullivan 
a finalement été en mesure de trouver des médecins et des thérapeutes qui accepteraient sa sexualité, et il a commencé à prendre de la testostérone, puis il a bénéficié d'une mastectomie un an plus tard,. Il a ensuite quitté son emploi pour travailler comme technicien de l'Atlantic-Richfield Company afin de pouvoir pleinement assumer sa nouvelle identité d'homme avec de nouveaux collègues. En 1986, Sullivan obtient la chirurgie de reconstitution génitale.
Sullivan a été diagnostiqué positif au VIH en 1986 après son opération, et on a dit qu'il avait seulement 10 mois à vivre. Il est probable que Sullivan a été infecté par le VIH en 1980, juste après sa chirurgie thoracique. Il a écrit, « j'ai pris un certain plaisir à informer la clinique de dysphorie de genre que même s'ils m'ont dit que je ne pouvais pas vivre en tant qu'homme gay, il semble que je vais mourir comme tel. » Sullivan est mort des suites des complications liés au SIDA le 2 mars 1991.
En 2019, un livre comprenant des extraits de son journal parait sous le titre, We Both Laughed in Pleasure.

## Militantisme et contributions communautaires
Sullivan a écrit Information for the Female to Male Cross-Dresser and Transsexual, l'un des premiers guides pour les personnes FTM, ainsi qu'une biographie d’un homme trans franciscanais, Jack Bee Garland. Il a également contribué à rendre visible les hommes trans qui étaient eux-mêmes attirés par les hommes,,,. Lou Sullivan
a commencé le conseil par les pairs (peer counselling) par le biais de la Janus Information Facility qui était une association s'occupant des problématiques transgenres.
Il est aussi connu pour avoir été le premier à évoquer l'érotisme des vêtements pour hommes.

### Rédacteur deThe Gateway
Sullivan était actif au sein de l'association Golden Gate Girls/Guys (appelée plus tard Gateway Gender Alliance), l'une des premières associations sociales et éducatives pour les personnes transgenres qui offraient un soutien aux personnes FtM. De juillet 1979 à octobre 1980, Sullivan dirige la publication de The Gateway. Ce bulletin comprenait des actualités et des informations "sur le travestisme et le transsexualisme" et était distribué par le Golden Gate Girls/Guys. Il était initialement axé sur les besoins des MtF et des lecteurs travestis, mais avec Sullivan, il a gagné plus de parité entre les sexes sur les questions des MTF et des FTM. Selon Megan Rohrer, Sullivan "a transformé Gateway d'une manière qui changera le mentorat FtM pour toujours" parce que les personnes trans pouvaient obtenir des informations sur le passing sans avoir à assister à des réunions de groupe.

### GLBT Historical Society
Sullivan est un membre fondateur de la GLBT Historical Society (anciennement Gay and Lesbian Historical Society) à San Francisco. Ses archives personnelles et militantes sont conservées dans les archives de l'institution dans la collection no. 1991-07; elles sont disponibles pour les chercheurs, et un instrument de recherche est affiché sur le Online Archive of California. La Historical Society a affiché des matériaux sélectionnés à partir d'archives de Sullivan dans un certain nombre d'expositions, notamment "Man-i-fest: FTM Mentoring in San Francisco from 1976 to 2009", longtemps ouverte en 2010, dans la deuxième galerie au siège de la société, au 657 Mission St. à San Francisco, et "Our Vast Queer Past: Celebrating San Francsico's GLBT History" la première exposition dans la galerie principale du GLBT History Museum qui a ouvert en janvier 2011 à Castro District, à San Francisco.

### Lobbying pour la reconnaissance des hommes trans gay
Sullivan a fait pression sur l'American Psychiatric Association et la World Professional Association for Transgender Health pour faire reconnaître son existence d'homme trans gay. 
Il était déterminé à changer l'attitude des gens envers les homosexuels trans mais aussi à modifier le processus médical de transition en supprimant l'orientation sexuelle des critères du trouble de l'identité de genre afin que les hommes trans gay puissent également accéder aux hormones et à la chirurgie de réattribution sexuelle.

## Travaux
- (en) « A Transvestite Answers a Feminist », Gay People's Union,‎ 1973, p. 9-14 (lire en ligne)
- (en) « Looking Towards Transvestite Liberation », Gay People's Union,‎ 1974, p. 22-26 (lire en ligne )
- (en) Information for the Female-to-Male, 1980 (lire en ligne)
- (en) Information for the Female-to-Male Cross Dresser and Transsexual, 1985, 48 p. (lire en ligne)
- (en) From Female to Male: The Life of Jack Bee Garland, Alyson Books, 1990, 183 p. (ISBN 9781555831509)